# Marc Blucas
Marcus Paul 'Marc' Blucas (Butler (Pennsylvania), 11 januari 1972) is een Amerikaans acteur.

## Biografie
Blucas werd geboren in Butler (Pennsylvania) en groeide op in Girard (Pennsylvania). Hij doorliep de high school aan de Girard High School aldaar, hierna studeerde hij aan de Wake Forest University in Winston-Salem waar hij in 1994 zijn diploma haalde. Op de high school begon hij met basketbal spelen en werd hierin een sterspeler, op de universiteit speelde hij samen met Tim Duncan. Toen het mislukte om te slagen in de NBA ging hij naar Engeland om daar te basketballen. Later besloot hij om advocaat te worden, dit veranderde hij later in acteur.
Blucas is vanaf 2009 getrouwd.

## Filmografie

### Films
Uitgezonderd korte films.
- 2022 A Christmas... Present - als Eric Lansing
- 2022 Hunting Ava Bravo - als Buddy King
- 2021 Doomsday Mom - als Chad Daybell
- 2020 Good Morning Christmas! - als Brian Bright
- 2020 Unearth - als George Lomack
- 2019 Holiday for Heroes - als Matt Evans
- 2018 Season for Love - als Corey Turner
- 2018 The Watcher - als Howard
- 2017 Searchers - als Raff
- 2017 Miss Christmas - als Sam McNary
- 2017 Brawl in Cell Block 99 - als Gil
- 2016 Operation Christmas - als Scott McGuigan
- 2016 The Irresistible Blueberry Farm - als Roy Cumberfield
- 2016 The Red Maple Leaf - als Derek Sampson
- 2015 Sleeping with Other People - als Chris
- 2011 Touchback – als Hall
- 2011 Red State – als ATF sluipschutter
- 2010 True Blue – als J.D. Conlin
- 2010 Knight and Day – als Rodney
- 2009 See Kate Run – als Jack Brookshire
- 2009 Deadline – als David
- 2009 Mother and Child – als Steven
- 2009 Stuntmen – als Eligh Supreme
- 2009 Stay Cool – als Brad Nelson
- 2008 Animals – als Jarrett
- 2008 Meet Dave – als Mark
- 2007 Judy's Got a Gun – als Richard Palm
- 2007 After Sex – als Christopher
- 2007 The Jane Austen Book Club – als Dean
- 2007 The Killing Floor – als David Lamont
- 2006 Thr3e – als Kevin Parson
- 2004 First Daughter – als James Lansome
- 2004 The Alamo – als James Bonham
- 2003 View from the Top – als Tommy Boulay
- 2003 Prey for Rock & Roll – als Animal
- 2003 I Capture the Castle – als Neil Cotton
- 2002 They – als Paul Loomis
- 2002 Sunshine State – als Scotty Duval
- 2002 We Were Soldiers – als Henry Herrick
- 2001 Jay and Silent Bob Strike Back – als de jongen
- 2001 Summer Catch – als Miles Dalrymple
- 1999 Hause on Haunted Hill – als filmacteur
- 1999 The Mating Habits of the Earthbound Human – als ex-vriend
- 1999 The '60s – als Buddy Wells
- 1998 Pleasantville – als basketball held
- 1997 Dilemma – als SWAT lid
- 1996 Eddie – als Bench Kniks
- 1995 Inflammable – als Evans

### Televisieseries
Uitgezonderd eenmalige gastrollen.
- 2023 My Life with the Walter Boys - als George Walter - 10 afl.
- 2021 Swagger - als coach Bobby - 6 afl.
- 2019 The Fix - als River 'Riv' Allgood - 10 afl.
- 2018 Dietland - als Bobby - 2 afl.
- 2016–2017 Underground - als John Hawkes - 9 afl.
- 2014 Killer Women – als Dan Winston – 8 afl.
- 2011–2013 Necessary Roughness – als Matthew Donnally – 29 afl.
- 1999–2002 Buffy the Vampire Slayer – als Riley Finn – 31 afl.

- Bibsys: 9023837
- Bibliothèque nationale de France: cb15045314d (data)
- Gemeinsame Normdatei: 140600558
- International Standard Name Identifier: 0000 0001 2142 2841
- Library of Congress Control Number: no2002095587
- Nationale Bibliotheek van Tsjechië: xx0085796
- Nationale Bibliotheek van Israël: 987007445586005171
- SNAC: w6dv5sz4
- Système universitaire de documentation: 148622879
- Virtual International Authority File: 85869102
- WorldCat: E39PBJkttMh4rwVcMmfyYWVKVC